# Upplands runinskrifter 548
Upplands runinskrifter 548 är en vikingatida ristad sten av grå granit i Husby-Sjuhundra kyrka, Husby-Sjuhundra socken och Norrtälje kommun. Stenen hittades 1870 av Rickard Dybeck i kyrkans södra mur. Den var då överrappad. Ristningen är rent ornamental och föreställer en hjort och en fågel. Stenen är 1,5 meter hög och 0,6 meter bred. Den är placerad i kyrkans vapenhus.